# The Unchanging Sea
The Unchanging Sea és una pel·lícula muda de la Biograph dirigida per D.W. Griffith i protagonitzada per Linda Arvidson i Mary Pickford entre d'altres. La pel·lícula, inspirada en el poema “The three fishers” de Charles Kingsley tot i que també s'ha apuntat que podria estar basada en el poema "Enoch Arden" d'Alfred Tennyson, es va estrenar el 5 de maig de 1910. Es conserva una còpia a la Biblioteca dels Congrés dels Estats Units.

## Argument
Una jove parella de pescadors viu feliç en un poblet davant de mar. Un dia de mala mar, el pescador surt a pescar tot i les reticències de la seva dona i naufraga. Es recollit inconscient en un segon poble on el curen però ell ha perdut la memòria. Els anys passen i la noia té cura tota sola de la seva nena i mai deixa d'anar a la platja per si el veu tornar. Quan la noia es fa gran es casa i la dona es queda sola a casa. Mentrestant, el pescador torna al mar i per atzar desembarca en el seu poble. En trobar les escenes familiars recupera la memòria i corre a buscar la seva dona.

## Repartiment
- Arthur V. Johnson (el marit pescador)
- Linda Arvidson (l'esposa)
- Mary Pickford (la filla com adulta)
- Gladys Egan (la filla com a nena)
- Charles West (l'enamorat de la filla)
- Kate Bruce (dona del poble)
- Dell Henderson (rescatador)
- Frank Opperman (home en el segon poble)
- Alfred Paget (home del poble)
- Dorothy West (dona del poble)

## Producció
La pel·lícula es va filmar el març de 1910 a l'aleshores poble de pescadors de Santa Monica i al port de Los Angeles. Griffith havia arribat el gener a Los Angeles per instal·lar el seu quarter i aprofitar la llum del sud per al rodatge de diferents pel·lícules.